# Supermarine

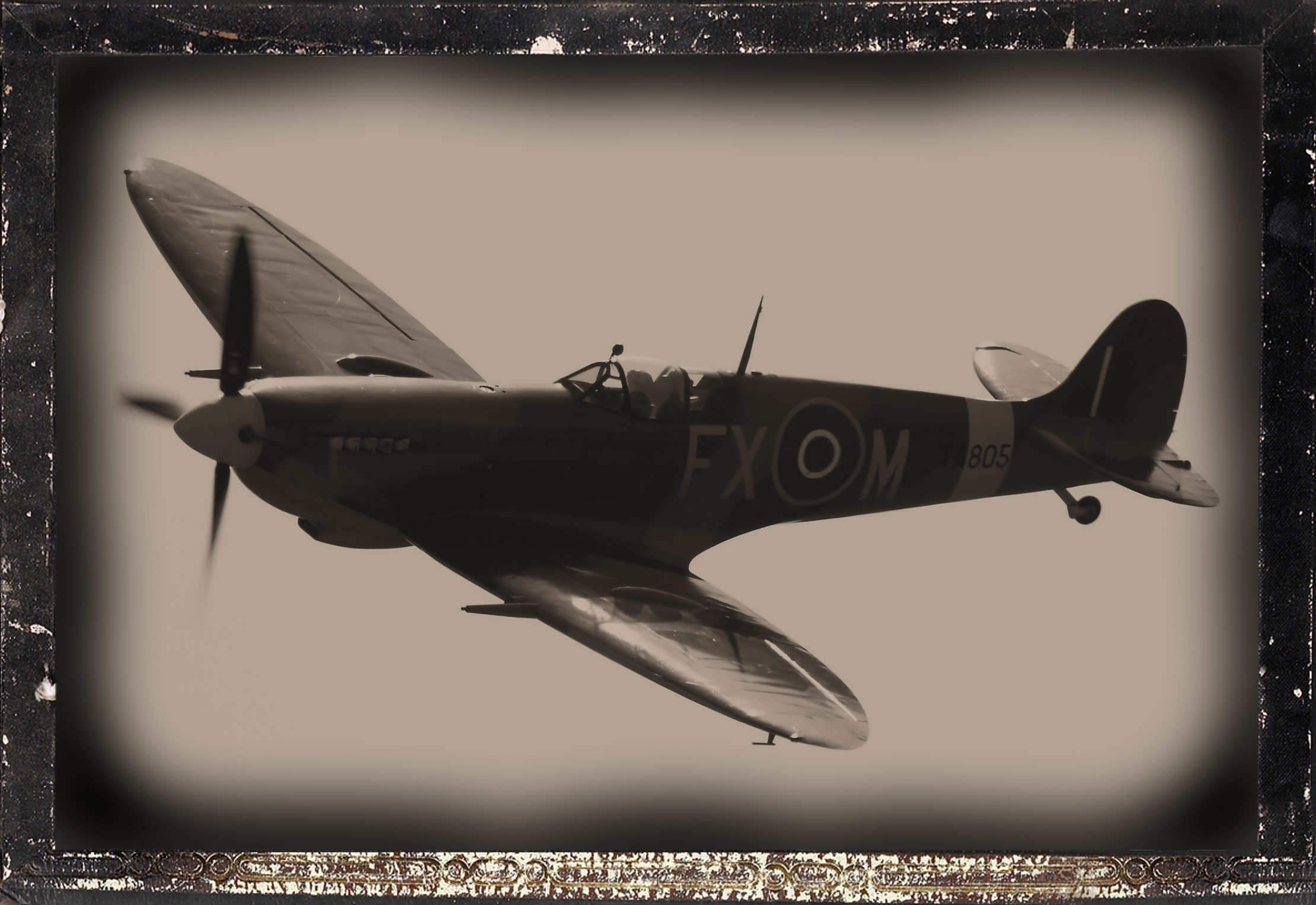
Spitfire, o produto que virou o símbolo da Supermarine.

A Supermarine, formalmente: Supermarine Aviation Works, foi uma empresa britânica construtora de aviões civis e militares. Fundada em 1913 como Pemberton-Billing Ltd, a empresa construiu aviões de caça, de reconhecimento e de competição muitos deles na forma de hidroaviões durante a Primeira e a Segunda Guerras Mundiais e o período entre elas, permanecendo ativa até 1960.

## Histórico

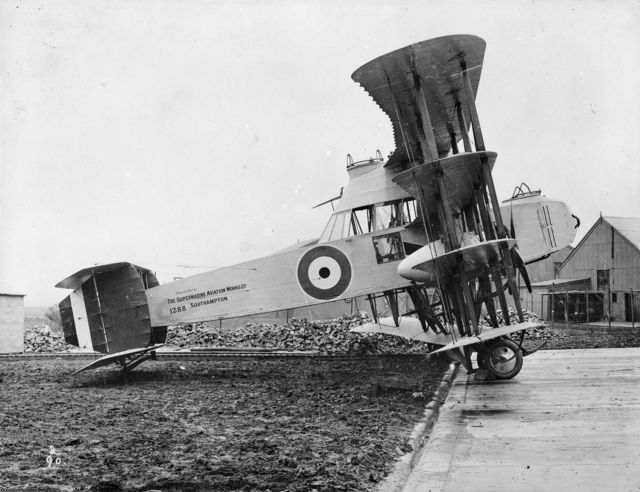
O Supermarine Nighthawk, 1917-1918.

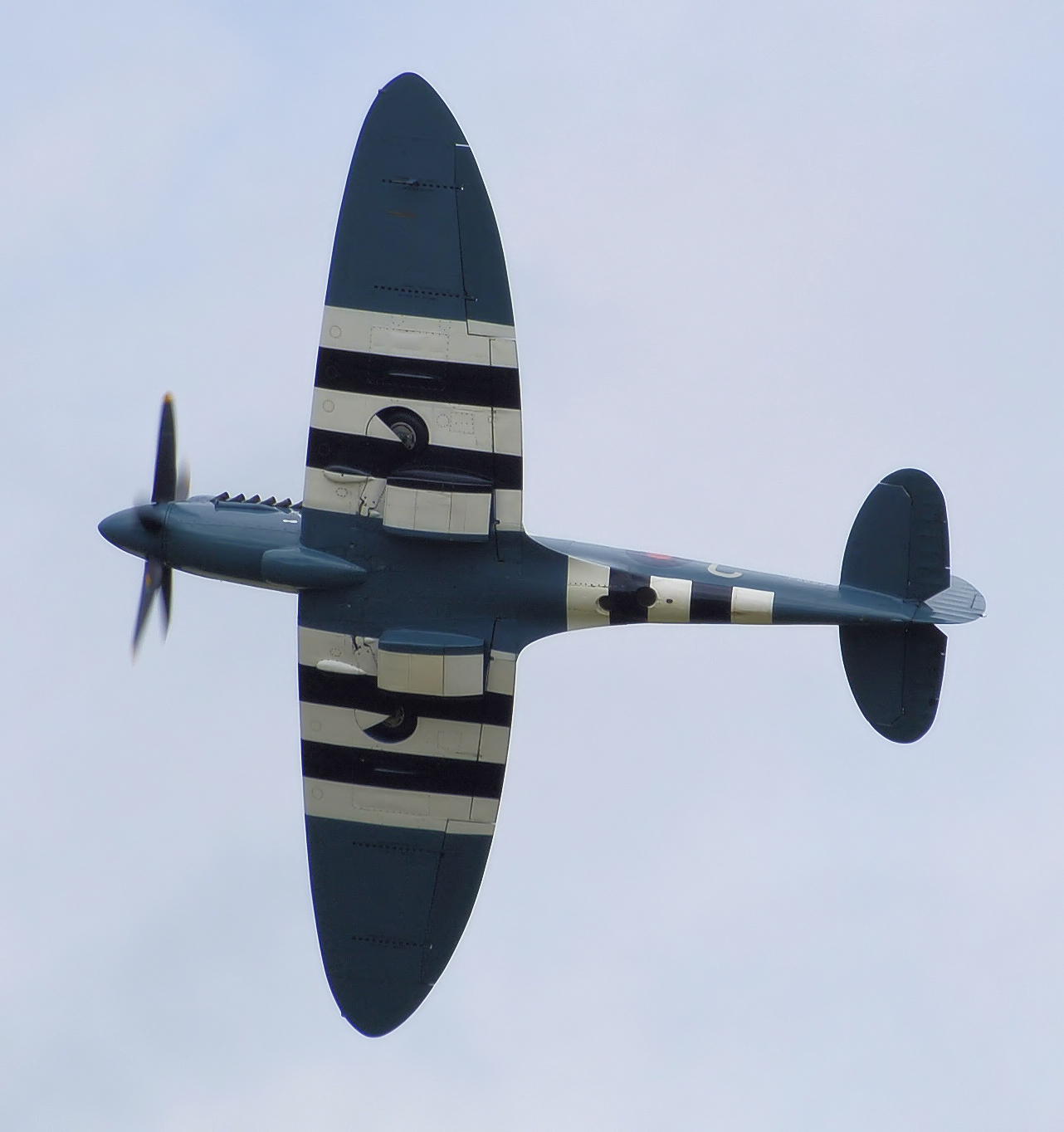
Silhueta inconfundível de um Supermarine Spitfire Mk.XIX em 2008.

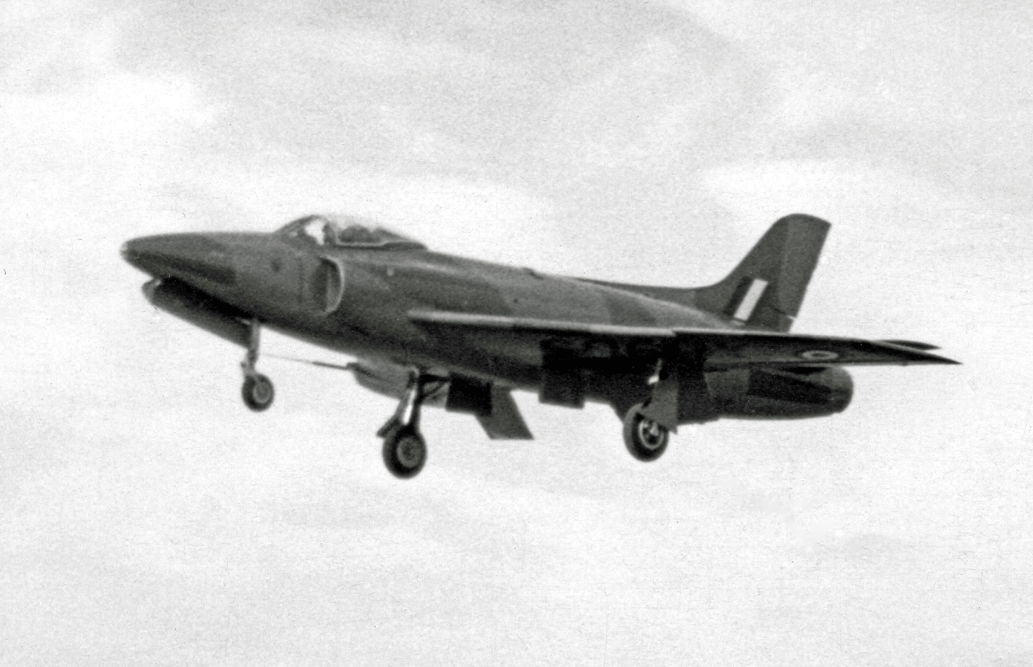
O Swift FR.5 sendo demonstrado em Farnborough, 1955.

Em 1913, Noel Pemberton Billing criou uma empresa para produzir "aviões embarcados" (para porta aviões) com sede em Southampton. O seu endereço telegráfico era: "Supermarine, Southampton". Ela produziu alguns protótipos usando quadriplanos com o objetivo de abater os zeppelins; o Pemberton-Billing P.B.29 e o Supermarine Nighthawk. Eles eram equipados com um Canhão Davis sem recuo e o Nighthawk tinha um motor separado para alimentar um holofote.
Depois de eleito como membro do Parlamento em 1916, Pemberton vendeu a companhia para seu gerente de fábrica e sócio de longa data: Hubert Scott-Paine, que renomeou a companhia para Supermarine Aviation Works Ltd. A companhia ficou famosa devido as suas vitórias na Copa Schneider, especialmente as três vencidas em sequência em 1927, 1929 e 1931.
Em 1928, a Vickers-Armstrongs absorveu a Supermarine que passou a se chamar Supermarine Aviation Works (Vickers) Ltd e em 1938, ela foi reorganizada como Vickers-Armstrongs (Aircraft) Ltd, apesar de a Supermarine continuar a projetar, construir e comercializar sob seu próprio nome. A designação Vickers Supermarine foi aplicada aos aviões.
Depois dos vários hidroaviões, o primeiro desenho da Supermarine para um avião terrestre a entrar em produção foi o famoso e bem sucedida Spitfire. O mais antigo Hawker Hurricane e o Spitfire tornaram-se a "espinha dorsal" do Comando de caças da RAF que contiveram os bombardeios da Luftwaffe com escolta de caças durante a "Batalha da Grã-Bretanha" no verão de 1940.
Enquanto o Hurricane estava disponível em grande número e consequentemente desempenhou um papel maior, o Spitfire ganhou mais popularidade e ficou mais associado à batalha. Ele chegou para desempenhar um grande papel no restante da Guerra, em muitas variantes, e foi o único avião de caça aliado a se manter em produção durante toda a Segunda Guerra Mundial.
Outro avião que se destacou durante a Segunda Guerra foi: o Seafire (versão naval do Spitfire). A Supermarine também desenvolveu o  Spiteful e o Seafang, sucessores do Spitfire e do Seafire, respectivamente, e o hidroavião Walrus.
As atividades da Supermarine estavam concentradas em Woolston, subúrbio de Southampton, o que levou a cidade a ser pesadamente bombardeada em 1940. Isso restringiu os trabalhos no projeto do seu primeiro bombardeiro pesado, o Supermarine B.12/36, cujo protótipo foi destruído, deixando o caminho livre para que o Short Stirling fosse escolhido.
Depois do final da Segunda Guerra, a divisão Supermarine construiu o primeiro caça a jato para a Marinha Real, o Attacker, desenvolvido a partir da última versão do Spitfire. Serviu em bases nos portos e em porta-aviões. O Attacker foi seguido pelo mais avançado Swift que atuou como caça e avião de fotorreconhecimento.
O último dos aviões da Supermarine foi o Scimitar. Depois disso, o abalo na indústria aeronáutica britânica, fez com que a Vickers-Armstrongs (Aircraft) foi absorvida pela British Aircraft Corporation e os nomes individuais foram perdidos.

## Produtos

### Produzidos
- Pemberton-Billing P.B.1 (1914)
- Pemberton-Billing P.B.9
- Pemberton-Billing P.B.23
- Pemberton-Billing P.B.25 (1915)
- Pemberton-Billing P.B.29
- AD Flying Boat (1916)
- AD Navyplane (1916)
- Supermarine Nighthawk (1917)  – caça anti Zeppelin
- Supermarine Baby (1917) – caça hidroavião
- Supermarine Sea Lion I (1919) – hidroavião para a Copa Schneider
  - Supermarine Sea Lion II and III (1922)
- Supermarine Channel (1919) – versão civil do AD Flying Boat
- Supermarine Scylla início da década de 1920
- Supermarine Sea Urchin início da década de 1920
- Supermarine Commercial Amphibian (1920)
- Supermarine Sea King (1920) – caça hidroavião
- Supermarine Seagull (1921) – observador de frota anfíbio
- Supermarine Seal (1921)
- Supermarine Sea Eagle (1923) – hidroavião civil
- Supermarine Scarab (1924) – versão militar do Sea Eagle
- Supermarine Sheldrake
- Supermarine Swan (1924) – anfíbio experimental
- Supermarine Sparrow (1924) – ultraleve de dois lugares
- Supermarine Southampton (1925) – hidroavião
- Supermarine S.4 (1925) – hidroavião para a Copa Schneider
- Supermarine S.5 (1927) – hidroavião para a Copa Schneider
- Supermarine Nanok (1927)
- Supermarine Solent (1927)
- Supermarine Seamew (1928) – hidroavião bimotor
- Supermarine S.6 (1929) –  hidroavião para a Copa Schneider
- Supermarine S.6B (1931) – hidroavião para a Copa Schneider, primeiro avião a ultrapassar 400 mph (644 km/h)
- Supermarine Air Yacht (1931) – hidroavião para seis passageiros
- Supermarine Type 179  (1931)
- Supermarine Scapa (1932) – hidroavião
- Supermarine Stranraer (1932) – hidroavião de uso geral
- Supermarine Walrus (1933) – observador de frota anfíbio
- Supermarine Type 224 (1934) projeto de caça mal sucedido
- Supermarine Spitfire (1936) – caça
  - Supermarine Seafire (1941) – versão hidroavião do Spitfire
  - Supermarine Spitfire (primeiras variantes Merlin) – variantes com motor Merlin
  - Supermarine Spitfire (últimas variantes Merlin) – variantes com motor Merlin de dois estágios
  - Supermarine Spitfire (variantes Griffon) – variantes com motor Griffon de dois estágios
- Supermarine Sea Otter (1938) – hidroavião
- Supermarine 322 também S.24/37 ou "Dumbo" (1939)
- Supermarine Spiteful (1944) – evolução do Spitfire
- Supermarine Seafang (1946) – evolução do Spiteful
- Supermarine Attacker (1946) – caça a jato
- Supermarine Seagull ASR-1 (1948) – avião de reconhecimento e salvamento
- Supermarine 510 (1948) – protótipo do Attacker
- Supermarine 535 (1950) – antecessor do Swift com motor Nene
- Supermarine Swift (1951) – caça a jato
- Supermarine 508 (1951) – protótipo de caça bimotor de asa reta e cauda em "V"
- Supermarine 521 (1950) – fuselagem modificada do Attacker como base para o Handley Page HP.88
- Supermarine 525 (1954) – antecessor imediato do Scimitar
- Supermarine Scimitar (1956) – avião naval de ataque ao solo

### Projetos e propostas apenas
- Supermarine 318 – bombardeiro pesado quadrimotor, abandonado depois que o protótipo foi destruído num bombardeio
- Supermarine Type 305 (1938) – projeto de um Spitfire com torre armada
- Supermarine Type 324 – projeto de Spitfire bimotor Merlin, com trem de pouso em triciclo
- Supermarine 545 – versão supersônica do Swift[2]
- Supermarine Type 553 (1953) – projeto de pesquisa de avião mach 2
- Supermarine Type 559 (1955) – projeto de caça de grande altitude
- Supermarine Type 571 – projeto para a especificação GOR.339 TSR.2[3]